# Harpalus coloradensis
Harpalus coloradensis är en skalbaggsart som beskrevs av Thomas Casey. Harpalus coloradensis ingår i släktet Harpalus och familjen jordlöpare. Inga underarter finns listade i Catalogue of Life.